# Nick Boakye
Nick Owura Kwaku Yiadom Boakye (* 23. Januar 1995 in Göttingen) ist ein deutscher Basketballspieler.

## Werdegang
Boakye spielte in der Jugend der BG 74 Göttingen, für die Mannschaft BBT Göttingen in der Leistungsklasse NBBL und ab der Saison 2012/13 im Herrenbereich für den ASC 46 Göttingen in der 1. Regionalliga. Des Weiteren gehörte er dem erweiterten Bundesliga-Aufgebot der BG Göttingen an und kam zwischen Oktober 2014 und April 2016 auf 14 Bundesliga-Einsätze für die Niedersachsen.
Er verließ seine Geburtsstadt im Vorfeld der Saison 2016/17 und spielte bei den ScanPlus Baskets Elchingen in der 2. Bundesliga ProB. Boakye kehrte 2017 zum Regionalligisten ASC 46 Göttingen zurück, war im Spieljahr 2017/18 (17,8 Punkten je Begegnung) ebenso wie 2018/19 (18,7 Punkte je Begegnung) bester Korbschütze der Mannschaft. 2019 nahm er im 3×3-Basketball an der Europäischen Hochschulmeisterschaft in Porto teil.
Zusätzlich zu seinen Spielen in der Regionalliga mit dem ASC 46 Göttingen wurde er beim Bundesligisten BG Göttingen als Trainingsspieler eingesetzt und stand Anfang Oktober 2022 wieder in einem Bundesliga-Spiel auf dem Feld. 2024 schied Boakye nach insgesamt 24 Bundesliga-Einsätzen aus dem Aufgebot der BG Göttingen aus.